# 뉴욕 탠던 이공과대학교

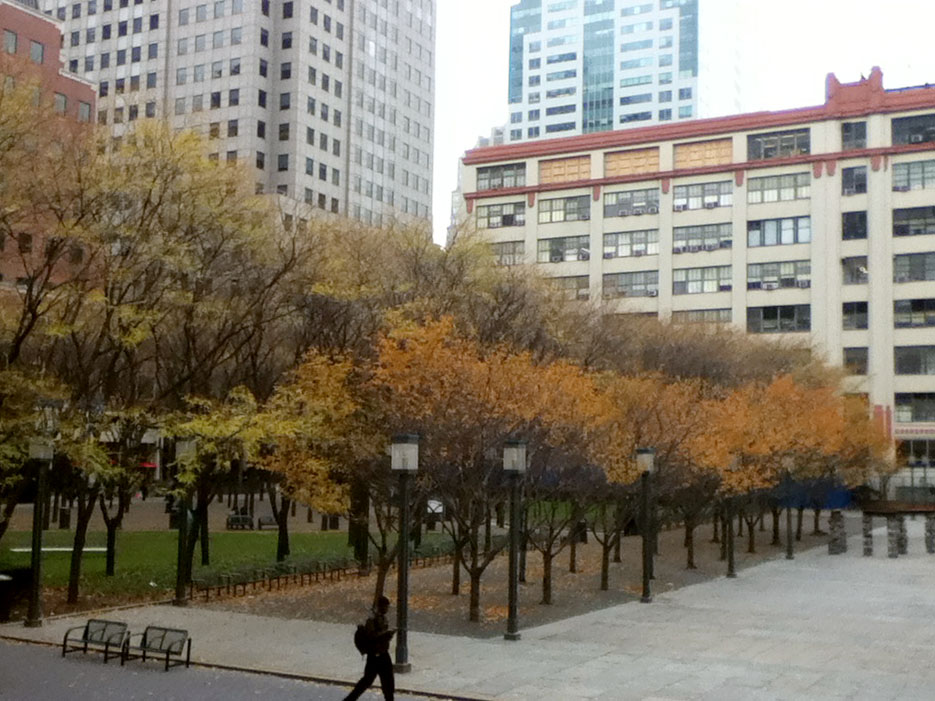

뉴욕 탠던 이공과대학교(영어: New York University Tandon School of Engineering)는 미국 뉴욕 주 뉴욕 시티 브루클린 구역에 있는 뉴욕대학교에 소속된 4년제 사립 대학교이다.

## 학교 연혁과 역사
1854년 첫 개교되어 현재에 이르고 있다.